# Lohn-Ammannsegg
Lohn-Ammannsegg – miejscowość i gmina (niem. Politische Gemeinde) w Szwajcarii, w kantonie Solura, w jednostce administracyjnej (Amtei) Bucheggberg-Wasseramt, w okręgu Wasseramt. Powstała w 1993 r. z połączenia gmin Lohn oraz Ammannsegg.

## Demografia
W Lohn-Ammannsegg mieszka 2 891 osób. W 2021 roku 8,8% populacji gminy stanowiły osoby urodzone poza Szwajcarią. 

## Transport
Przez teren gminy przebiega droga główna nr 12.